# Robert Hunter, Baron Hunter of Newington
Robert Brockie Hunter, Baron Hunter of Newington Kt MBE FRCP FRSE (* 14. Juli 1915; † 24. März 1994 in Birmingham) war ein britischer Arzt und Hochschullehrer, der zwischen 1968 und 1981 Vize-Kanzler und Prinzipal der University of Birmingham war und 1978 als Life Peer aufgrund des Life Peerages Act 1958 Mitglied des House of Lords wurde.

## Leben

### Studium, Zweiter Weltkrieg und Hochschullehrer
Hunter absolvierte nach dem Besuch des George Watson’s College in Edinburgh ein Studium der Medizin an der University of Edinburgh und schloss dieses Studium 1938 mit einem Bachelor of Medicine (M.B.). Zu Beginn des Zweiten Weltkrieges trat er am 3. Januar 1940 seinen Militärdienst im Rang eines Leutnants im Royal Army Medical Corps (RAMC) an. Am Anfang des Militärdienstes wurde er nach Frankreich versetzt und nahm später in Nordafrika am Afrikafeldzug teil. Zuletzt wurde er zum Major befördert und war zwischen 1944 und 1945 persönlicher Arzt von Feldmarschall Bernard Montgomery, dem Oberbefehlshaber der 21st Army Group in Nordwesteuropa. Am 9. Oktober 1945 wurde er für seine Verdienste zum Mitglied des Order of the British Empire (MBE) ernannt.
Nach Kriegsende wurde Hunter 1947 Lecturer für Therapie an der University of Edinburgh und arbeitete dort eng mit Professor Derrick Dunlop zusammen, der zu dieser Zeit die führende Persönlichkeit auf dem Gebiet der Therapie in Großbritannien war. Dort erhielt er auch ein Stipendium des Commonwealth Scholarship and Fellowship Plan (CSFP) im Fach Medizin.
Er wechselte daraufhin 1948 für kurze Zeit als Lecturer für klinische Medizin an die University of St Andrews, an der er kurze Zeit später zum Professor ernannt wurde und fast zwanzig Jahre lang von 1948 bis 1967 die Professur am Lehrstuhl für Materia medica, Pharmakologie und Therapie innehatte. Sein Lehrbereich befand sich ebenso in den Anfängen wie die therapeutische Anwendung von Penicilline, Streptomycin, Corticosteroide, Diuretikum, Bluttransfusionen und Elektrolytinfusionen. Hexamethonium wurde erstmals als Ganglienblocker zur wirksamen Behandlung von Hypertonie angewendet und die Antikoagulationstherapie versprach eine Vorbeugung koronarer Herzkrankheiten. Während dieser Zeit war er zugleich von 1958 bis 1962 Dekan der Fakultät für Medizin der University of St Andrews.
Als es zu Beginn der 1960er Jahre durch den Arzneistoff Thalidomid zum Contergan-Skandal kam, wurde er 1963 Mitglied des Ausschusses für Medikamentensicherheit des Gesundheitsministeriums (Ministry of Health Committee on Safety of Drugs), dem er bis 1968 angehörte. Der nach dem Vorsitzenden Derrick Dunlop, seinem früheren Mentor, benannte Ausschuss sollte sicherstellen, dass vor der Vermarktung eines Medikaments durch das produzierende Pharmaunternehmen gezeigt werden sollte, dass angemessene Tests zur Darstellung der Sicherheit und Wirksamkeit erfolgt sind. Zur Sicherstellung dieser Maßnahmen wurde er Vorsitzender des Unterausschusses für klinische Versuche und trug somit dazu bei, die neuen und herausfordernden Probleme bei der Art und Weise der Vermarktung neuer Arzneimittel durch die Pharmaindustrie.
Des Weiteren wurde er 1964 Mitglied des Fördermittelausschusses (University Grants Commission) der University of St Andrews sowie 1966 auch Vorsitzender von dessen Medizinischen Beirates.
1967 übernahm Hunter, der 1964 Fellow der Royal Society of Edinburgh (FRSE) wurde, die Professur für Materia medica, Pharmakologie und Therapie an der University of Dundee, lehrte dort aber nur bis 1968. Dennoch wirkte er maßgeblich an den Planungen zum 1974 eröffneten Ninewells Hospital mit, einem größten Lehrkrankenhäuser Europas.

### Vize-Kanzler und Prinzipal der University of Birmingham sowie Oberhausmitglied

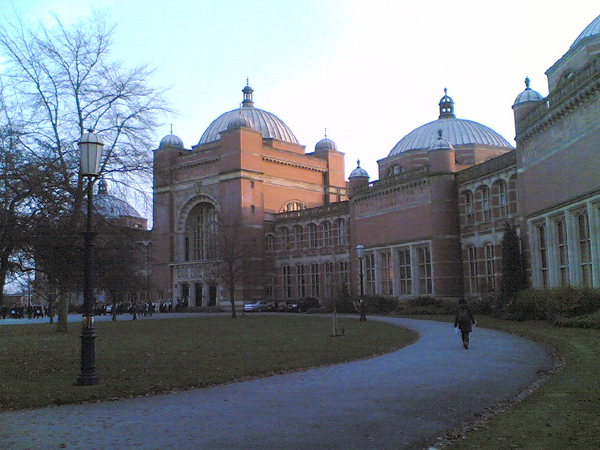
Das Aston-Webb-Gebäude der University of Birmingham, dessen Vize-Kanzler und Prinzipal Hunter zwischen 1968 und 1981 war

Im Anschluss wurde er 1968 Vize-Kanzler und Prinzipal der University of Birmingham und bekleidete diese Funktionen bis 1981. Zu Beginn dieser Tätigkeiten kam es wie in anderen Teilen Europas auch an der University of Birmingham zu Studentenprotesten und Besetzungen von Universitätsgebäuden, so dass Treffen des Senats im nahegelegenen Queen Elizabeth Hospital Birmingham. Anschließend kam es ab 1971 zu größeren Einschnitten bei der Hochschulfinanzierung, so dass Arbeitsverträge nicht verlängert werden konnten. Die Reduzierung der Mitarbeiterzahl ging einher mit freiwilligen Kündigungen und vorzeitigen Verrentungen, die allerdings oftmals dazu führten, dass fähige Mitarbeiter gingen, die ohne Weiteres andere gut bezahlte Beschäftigungen fanden. Hunter kritisierte diese Kürzungen, da sie letztlich zu Lasten der Studenten gingen.
Während dieser Zeit fungierte er zwischen 1973 und 1980 auch als Mitglied des Unabhängigen Wissenschaftlichen Ausschusses des Ministeriums für Gesundheit und soziale Sicherheit für Rauchen und Gesundheit (DHSS Independent Scientific Committee on Smoking and Health).
Hunter wurde ferner am 6. November 1975 zu einem der Deputy Lieutenant (DL) des Metropolitan County West Midlands ernannt.
Am 11. Juni 1977 wurde Hunter, der auch Fellow des Royal College of Physicians (FRCP) war, zum Knight Bachelor geschlagen und führte seither den Namenszusatz „Sir“.
Durch ein Letters Patent vom 17. Juli 1978 wurde aufgrund Hunter des Life Peerages Act 1958 als Life Peer mit dem Titel Baron Hunter of Newington, of Newington in the District of the City of Edinburgh, in den Adelsstand erhoben und gehörte bis zu seinem Tod dem House of Lords als Mitglied an. Seine offizielle Einführung (House of Lords) erfolgte am 19. Juli 1978 mit Unterstützung durch John Fulton, Baron Fulton und Arthur Espie Porritt, Baron Porritt. Während seiner Mitgliedschaft im Oberhaus war er Mitglied von dessen Ausschuss für Wissenschaft und Forschung (Select Committee on Science and Technology).
1984 verlieh ihm die University of Liverpool einen Ehrendoktor der Rechtswissenschaften.

## Veröffentlichungen
- Health service? … or sickness service?, 1978
- Community physicians-clinical administrators, 1979